# Rugiloricus bacatus
Espèce
Rugiloricus bacatus est une espèce de loricifères de la famille des Pliciloricidae.

## Distribution
Cette espèce a été découverte sur le banc des Féroé dans l'océan Atlantique Nord, au Sud-Ouest des îles Féroé. 

## Publication originale
- Heiner, 2008 : Rugiloricus bacatus sp. nov. (Loricifera-Pliciloricidae) and a ghost-larva with paedogenetic reproduction. Systematics and Biodiversity, vol. 6, n. 2, p. 225-247.